# Память о Владимире Высоцком
В статье отражено всё, что связано с памятью о В. С. Высоцком.
- 25 января — день памяти В. С. Высоцкого (день рождения Высоцкого)
- 25 июля — день памяти В. С. Высоцкого (день кончины Высоцкого)

Несмотря на жёсткие ограничения, существовавшие при жизни Высоцкого, и значительный уже срок, прошедший после его смерти, популярность Высоцкого была и остаётся по сей день феноменальной. Это обусловливается человеческим обаянием и масштабностью личности, поэтическим даром, уникальностью исполнительского мастерства, предельной искренностью, свободолюбием, энергетикой исполнения песен и ролей, точностью раскрытия песенных тем и воплощения образов. Не случайно по итогам опроса ВЦИОМ, проведённого в 2009—2010 гг. на тему «Кого вы считаете русскими кумирами XX века», Высоцкий занял второе место (31 % опрошенных), уступив только Юрию Гагарину (35 % опрошенных).

## Посмертные награды
После смерти В. С. Высоцкого, в 1987 году ему была присуждена Государственная премия СССР за создание образа Жеглова в телевизионном художественном фильме «Место встречи изменить нельзя» и авторское исполнение песен.

## Музеи

### В России
- Екатеринбург — музей Высоцкого, расположенный в бизнес-центре «Высоцкий». Открыт 25 января 2013 года.
- Краснодар — Дом творчества Владимира Высоцкого, ул. Бабушкина, 295. Открыт 20 января 2013 года.
- Москва — Государственный культурный центр-музей В. С. Высоцкого «Дом Высоцкого на Таганке». В 1989 году Совет Министров СССР поддержал предложение Советского фонда культуры, Министерства культуры СССР, Мосгорисполкома и общественности о создании в Москве музея Владимира Высоцкого.
- Набережные Челны — Центр творческого наследия Владимира Высоцкого (ул. Гидростроителей, д. 17). Открыт 01 декабря 2005 года[9].
- Нарва (Красноярский край) — Музей имени Высоцкого
- Нововеличковская станица Динского района Краснодарского края — музей Высоцкого при Клубе любителей творчества В. С. Высоцкого «Вертикаль» (существует с января 1990 года)[10].
- Самара — Центр-музей В. Высоцкого.
- Тегенекли — Альпинистско-охотничий музей В. С. Высоцкого, открыт 24 августа 1997 года (43°14′56″ с. ш. 42°36′42″ в. д.HGЯO).[11]

### За рубежом
- Белосток (Польша) — Центр творчества Высоцкого[12].
- Киев (Украина) — музей, Галерея ВЫСОЦКИЙ (ул. Воздвиженская, 40)[13]. Официальное открытие состоялось 25 июля 2014 года. На временной площадке (в Шоколадном доме в Киеве) музей начал свою работу 25 января 2014 года. Директор музея — Елизавета Логинова.
- Кошалин (Польша) — музей Высоцкого. Директор музея — Марлена Зимна.
- Шымкент (Казахстан) — музей имени Высоцкого (ул. Лермонтова, 35). Директор музея — Кузнецов Павел Викторович.

## Памятники

Памятник Владимиру Высоцкому на Ваганьковском кладбище. Скульптор А. И. Рукавишников, арх. И. Вознесенский

Вдова поэта Марина Влади придерживалась мнения, что на могиле Высоцкого должен находиться природный камень: «Пусть он будет некрасивый, но он должен передавать образ Володи. Природа, создавшая ни на кого не похожего Высоцкого, выразит то, что не сможет сделать ни один художник…». Влади обратилась к Вадиму Туманову, и по его просьбе геологи нашли в Казахстане камень весом шесть тонн — серебристую на сколе разновидность троктолита. Камень привезли в Москву и доставили на дачу Туманова. Совершенно иное мнение о памятнике было у родителей Высоцкого — Нины Максимовны и Семёна Владимировича: они хотели видеть своего сына «как живого».
В 1982 году было решено провести конкурс на лучший проект надгробия. Конкурс в те времена не мог быть открытым — артисты «Таганки» частным образом обзванивали художников и скульпторов. 25 января 1983 года в театре была открыта выставка, на которой было представлено около шестидесяти разнообразных проектов. Марина Влади предпочла вариант Давида Боровского — надгробие в виде настоящего метеорита, вправленного в камень. По замыслу скульптора, метеорит должен был «с брызгами» врезаться в камень, на композиции предполагалось выбить лишь одно слово — «ВЫСОЦКИЙ». Юрий Любимов тоже очень увлёкся этой идеей — он ездил в Академию наук и договаривался с учёными о предоставлении метеорита. Родителям Высоцкого понравился памятник скульптора Александра Рукавишникова и архитектора Игоря Вознесенского. Вадим Туманов, оценивавший эту работу словами: «Похож! Похож!», укрепил их в этом мнении. Основная тема памятника была близка песне «Кони привередливые». Скульптор описывал свой взгляд так: «Но мы видим в нём, в первую очередь, земного человека, нашего современника, который ходил по знакомым улицам Москвы».
Инициаторам проекта пришлось потратить два года на согласования и утверждения — чиновники Управления культуры требовали внести изменения, отказаться от части скульптуры, уменьшить её высоту. Семён Владимирович Высоцкий, пользуясь своими связями, всё же добился разрешения на установку памятника в задуманном виде. Изготовлена скульптура была на Мытищинском заводе художественного литья имени Е. Ф. Белашовой. Работа была оплачена родственниками, Рукавишников отказался от гонорара. 12 октября 1985 года состоялось открытие надгробного памятника Высоцкому на Ваганьковском кладбище.
В 1988 году во внутреннем дворе театра на Таганке была установлена скульптура авторства Геннадия Распопова — «Высоцкий-Гамлет», а также укреплена мемориальная доска на Малой Грузинской, 28 с надписью: «Поэт и артист жил в этом доме с 1975 года по 1980 год». В последующие годы памятники, мемориальные доски и барельефы, посвящённые Владимиру Высоцкому, появились в разных городах и странах, в том числе в Чикаго, Подгорице, Выршеце, Дубне и других. Ещё один дом, в котором Высоцкий жил в Москве, был отмечен мемориальной доской в 2023 году, её укрепили на Матвеевской, 6 с надписью: «Поэт и актёр жил в этом доме с 1971 года по 1975 год».
Высоцкому посвящены различные скульптурные работы в городах, посёлках:

### В России и бывшем СССР
- Барнаул. Бюст Высоцкого (скульптор — Н. Звонков) — открыт: 14 сентября 2002 года[19].
- Беневское. Памятник возведён на деньги пенсионера И. Лычко[20].
- Владивосток, памятник Высоцкому установлен в 2013 году в Театральном сквере возле Приморского краевого драматического театра им. Горького.
- Волгодонск (памятник Владимиру Высоцкому и Марине Влади), сквер Машиностроителей. Скульптурная композиция называется «Любовь», так как установлена в 1984 году, когда об установке памятника В. Высоцкому в СССР не могло быть и речи[21].
- Воронеж, улица Карла Маркса, 59, у института физкультуры. Установлен 21 августа 2009 года, торжественное открытие 9 сентября 2009 года. Скульптор — Максим Дикунов.
- Воткинск, памятник открыт 3 сентября 2016 года в сквере имени В. С. Высоцкого возле ДК «Юбилейный» в присутствии сына актёра Никиты Высоцкого. Скульпторы — Александр Суворов и Дмитрий Постников[22].
- Выезжий Лог. В 1996 г. установлен памятный знак (54°58′16″ с. ш. 93°56′48″ в. д.HGЯO, см. фильм «Хозяин тайги»)
- Гороховец, на улице Красноармейская перед отелем «Водолей», названным в честь знака зодиака Высоцкого, 16 февраля 2013 года установлен типовой бюст работы скульптора А. А. Аполлонова. 12 июля 2018 года в преддверии 850-летнего юбилея города там же был открыт светомузыкальный фонтан «Высоцкий». На открытии фонтана присутствовали сын актёра Никита Высоцкий, актриса Лариса Лужина, поэт и друг Высоцкого Игорь Кохановский[23].
- Гулькевичи. В мае 2012 г. в городском парке культуры и отдыха на Аллее героев был открыт памятный бюст Владимира Высоцкого
- Дивногорск, Красноярского края, на здании ДК «Энергетик» 28 июля 2012 года.[24].
- Дубна, Московской области, на аллее им. В. С. Высоцкого 24 января 2008 года открыт памятник В. С. Высоцкому.
- Ейск, Краснодарский край 25 июля 2014 года в парке культуры и отдыха им. И. М. Поддубного открыт памятник Владимиру Высоцкому.
- Екатеринбург — 3 февраля 2006 г. открыт памятник Владимиру Высоцкому и Марине Влади.
- Ереван, 6 июня 2014 в рамках международного миротворческого проекта «Владимир Высоцкий и современники: во времени и пространстве» установлен барельеф.[25].
- Звёздный городок, 9 апреля 2015 в рамках проекта «Владимир Высоцкий и современники: во времени и пространстве» установлен барельеф, посвящённый Высоцкому, с автографами космонавтов.[26].
- Калининград, Центральный парк.
- Калуга, 28 мая 2015 в рамках проекта «Владимир Высоцкий и современники: во времени и пространстве» установлен барельеф, посвящённый Высоцкому, с автографами космонавтов[27].
- Карачаево-Черкесия. Памятник открыт в марте 1993 г.
- гора Качканар Свердловской области: барельеф Владимира Высоцкого и памятная доска.
- Киев — Памятник Жеглову и Шарапову, установлен на улице Богомольца, 10, возле здания Министерства внутренних дел Украины. Открыт 14 апреля 2009 года.[28]
- Краснодар — Бюст Владимира Высоцкого установлен на ул. Бабушкина, 295 у Дома творчества им. Высоцкого. Открыт 20 января 2013 года. Скульптор — А. Аполлонов
- Мариуполь, Украина, центр города. В 1998 г. был установлен памятник Высоцкому работы Е. Харабета. Однако, в начале 2003 г. его демонтировали и 7 февраля на том же месте установили другой памятник Высоцкому, работы И. Жигулина. Впоследствии памятник работы Е. Харабета был вновь установлен на площади Ленинского комсомола.
- Мелитополь, Украина, Запорожская область (46°50′38″ с. ш. 35°22′21″ в. д.HGЯO).
- Моряковский Затон, Томской области. Памятник открыт 25 сентября 2010 года. Скульптор — Всеволод Майоров.[29]
- Москва, Ваганьковское кладбище. Памятник на могиле Высоцкого. Скульптор — А. Рукавишников.
- Москва, во внутреннем дворике Театра на Таганке, 25 января 1988 г. открыт бронзовый памятник московского скульптора Г. Распопова.[30]
- Москва. Территория церкви Иверской Божьей Матери. Авторы: А. Красулин и Д. Шаховской. (Выполнен в виде креста, вырезанного на прямоугольнике чёрного мрамора. Открыт в марте 1993 года)[31].
- Москва. Во дворе дома-усадьбы Зубовых на улице Александра Солженицына в Москве. Скульптор Л. Л. Берлин. Занял третье место в конкурсе на надгробие исполнителю и актёру[32].
- Москва, 25 июля 1995 года у Петровских Ворот открыт памятник работы скульптора Г. Распопова[33] Высота памятника — 2,4 м.
- Набережные Челны. 29 ноября 2003 г. установлен памятник на площади имени В. Высоцкого.
- Новогрудок, Белоруссия — бюст установлен 11 ноября 2012[34]
- Новосибирск, возле театра «Глобус» (бывший ТЮЗ). Скульптор — А. Таратынов.[35]
- Новый Уренгой, 22 октября 2016 г. был установлен памятник в сквере "Белые ночи". [36]
- Одесса. Памятник Высоцкому был установлен в сентябре 2012 года. 24 сентября 2024 года Одесский городской совет принял решение демонтировать данный памятник[37].
- Ленинградская область, посёлок Раздолье, на озере Лампушка — месте знаменитого Лесного концерта Владимира Высоцкого установлен памятный камень в форме сердца. Михаил Новицкий по своей инициативе и при помощи друзей установил этот первый в Ленобласти памятник великому поэту и назвал его «Сердце Лампушки». На открытии памятника присутствовали свидетели и участники того памятного концерта 1972 года, их близкие и знакомые. Считается, что камень исполняет желания. Статья в газете «Метро»
- Рига, 6 сентября 2013 в рамках международного миротворческого проекта «Владимир Высоцкий и современники» установлен барельеф. Автор Я. Струпулис.[38].
- Памятник Владимиру Высоцкому, Ростов-на-Дону — открыт 25 июля 2014. Скульптор — Анатолий Скнарин
- Самара. 25 января 2008 года был открыт памятник В. С. Высоцкому (скульптор — Михаил Шемякин)[39].
- Самара, сквер Высоцкого. Памятная стела (авторы: главный художник Самары А. Темников и скульптор И. Мельников)[40]
- Самара, холл Дома культуры 24 мая 2007 года, открыт бронзовый бюст (скульптор — И. Мельников)[41].
- Санкт-Петербург, 7 октября 2018 года на стене одного из корпусов РГПУ им. А. И. Герцена открыт бронзовый барельеф. Автор проекта Олег Демичев, скульптор Лариса Петрова.[42]
- Саранск, парк имени А. С. Пушкина. 2 июня 2012 года открыт бронзовый бюст (скульптор — А. Аполлонов)[43].
- Симферополь, Сквер имени В. С. Высоцкого с 2014.,Адрес: Набережная ул., 36, Симферополь, Крым, Россия
- Солнечногорск, Памятник на территории Дома творчества Союза художников России «Сенеж» (скульптор Владимир Бурыкин)[44].
- Сочи, парковая зона концертного зала «Фестивальный»[45]. 20 ноября 2011
- Кабардино-Балкарская Республика, Эльбрусский район, село Тегенекли, сентябрь 2013 г. Скульптор Александр Аполлонов (альпинистско-охотничий музей).
- Харьков Украина: Первый памятник установлен в саду скульптур во дворе ресторана «Эрмитаж» (ул. Максимилиановская, 18), второй — возле Дворца Спорта (проспект Маршала Жукова (нынешн. «Петра Григоренко»), 2)
- Юрмала, 25 января 2015 в рамках проекта «Владимир Высоцкий и современники: во времени и пространстве» установлен барельеф, посвящённый Высоцкому, с автографами космонавтов.[46].
- Энгельс, 25 августа 2022 года открыт бюст в сквере Первой учительницы, который расположен на пересечении ул. 148-й Черниговской дивизии и пр. Фридриха Энгельса.[47]

Бюст рядом с главным корпусом АлтГПА на улице Молодёжной в Барнауле
Памятник в Самаре
«Открыт закрытый порт Владивосток»
Памятник в Мелитополе
Памятник в Ейске
Памятник в Набережных Челнах
Памятник во Владивостоке
Памятник в Воронеже
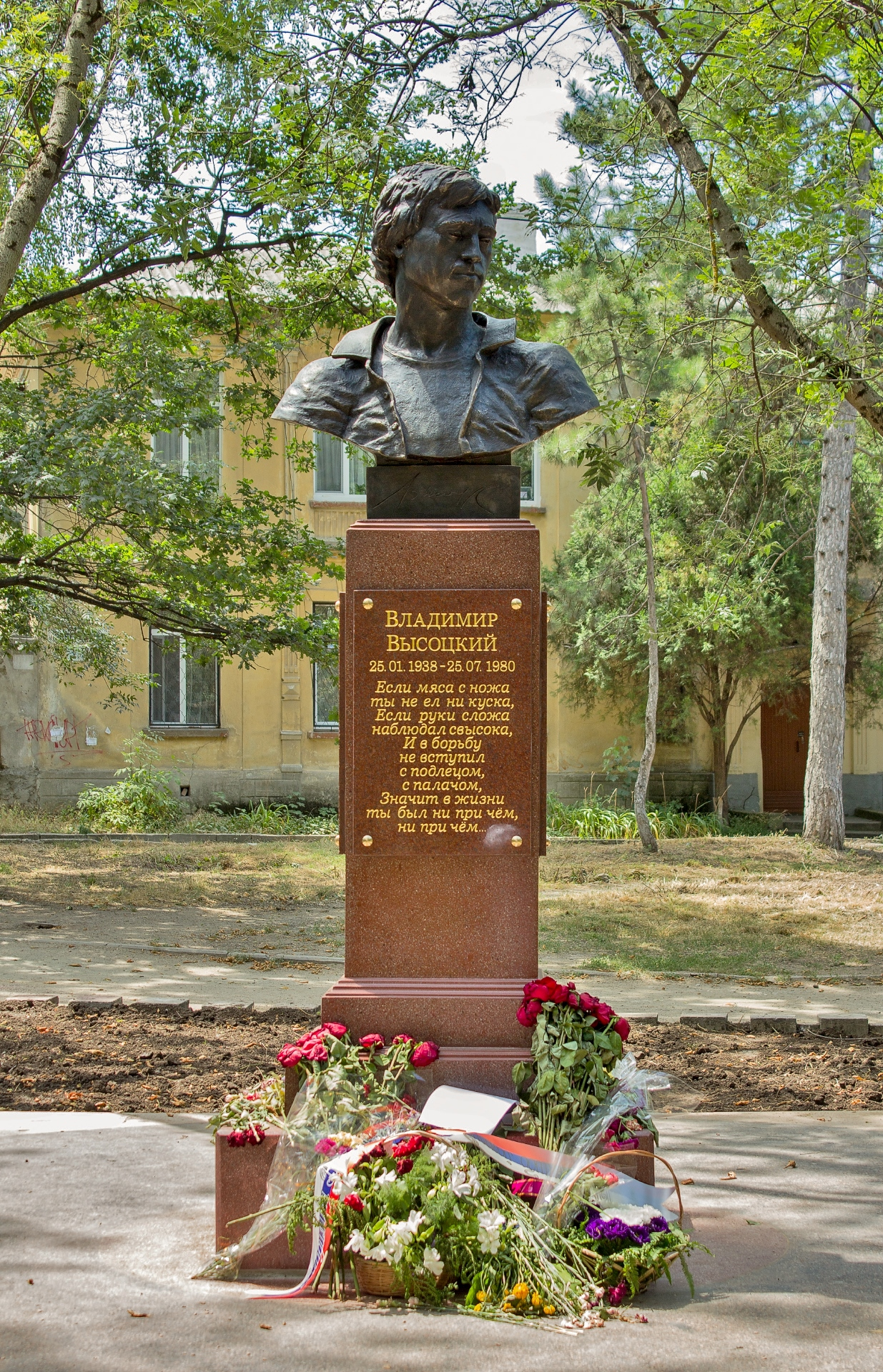
Памятник в Симферополе
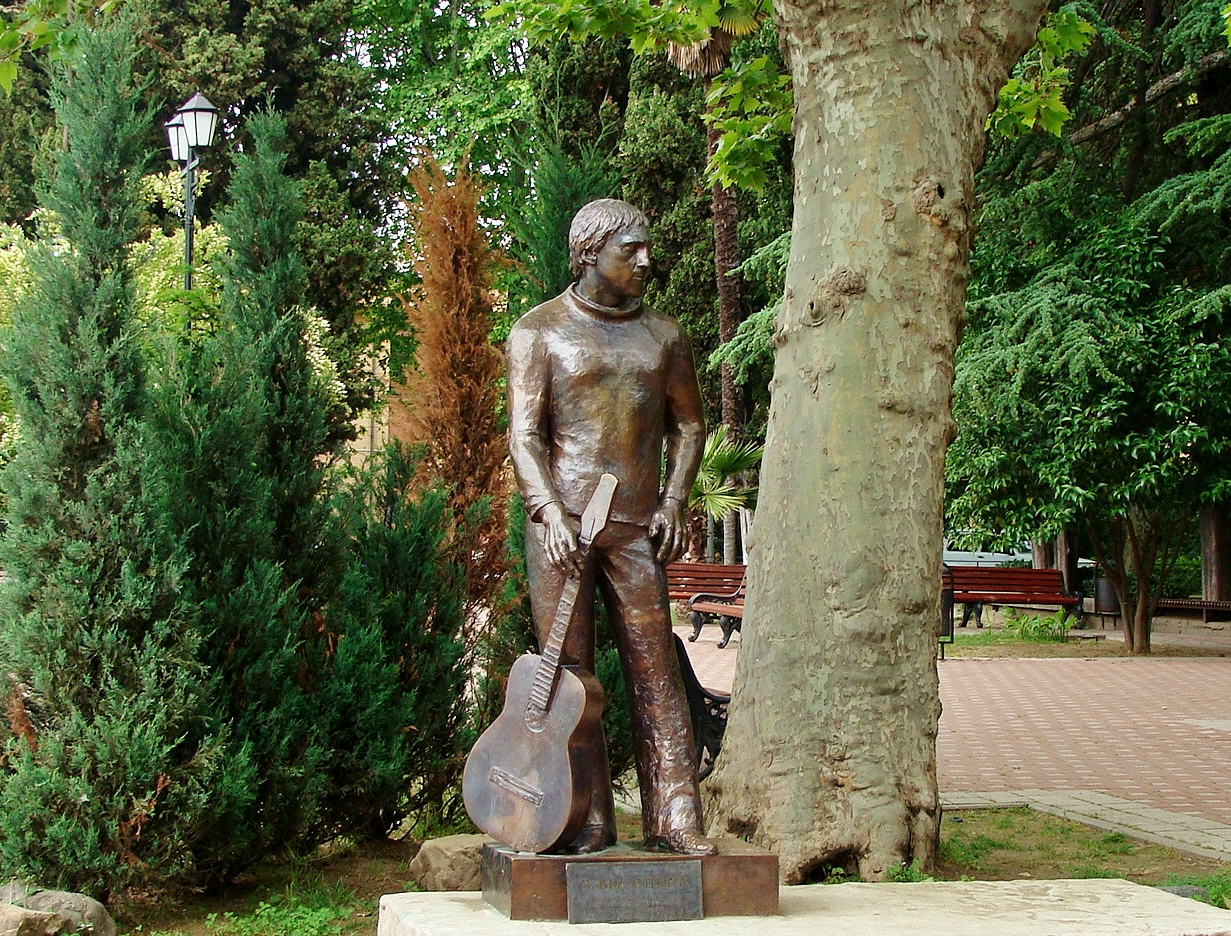
Памятник в Сочи у концертного зала «Фестивальный»
Памятник в Дубне на Аллее Высоцкого
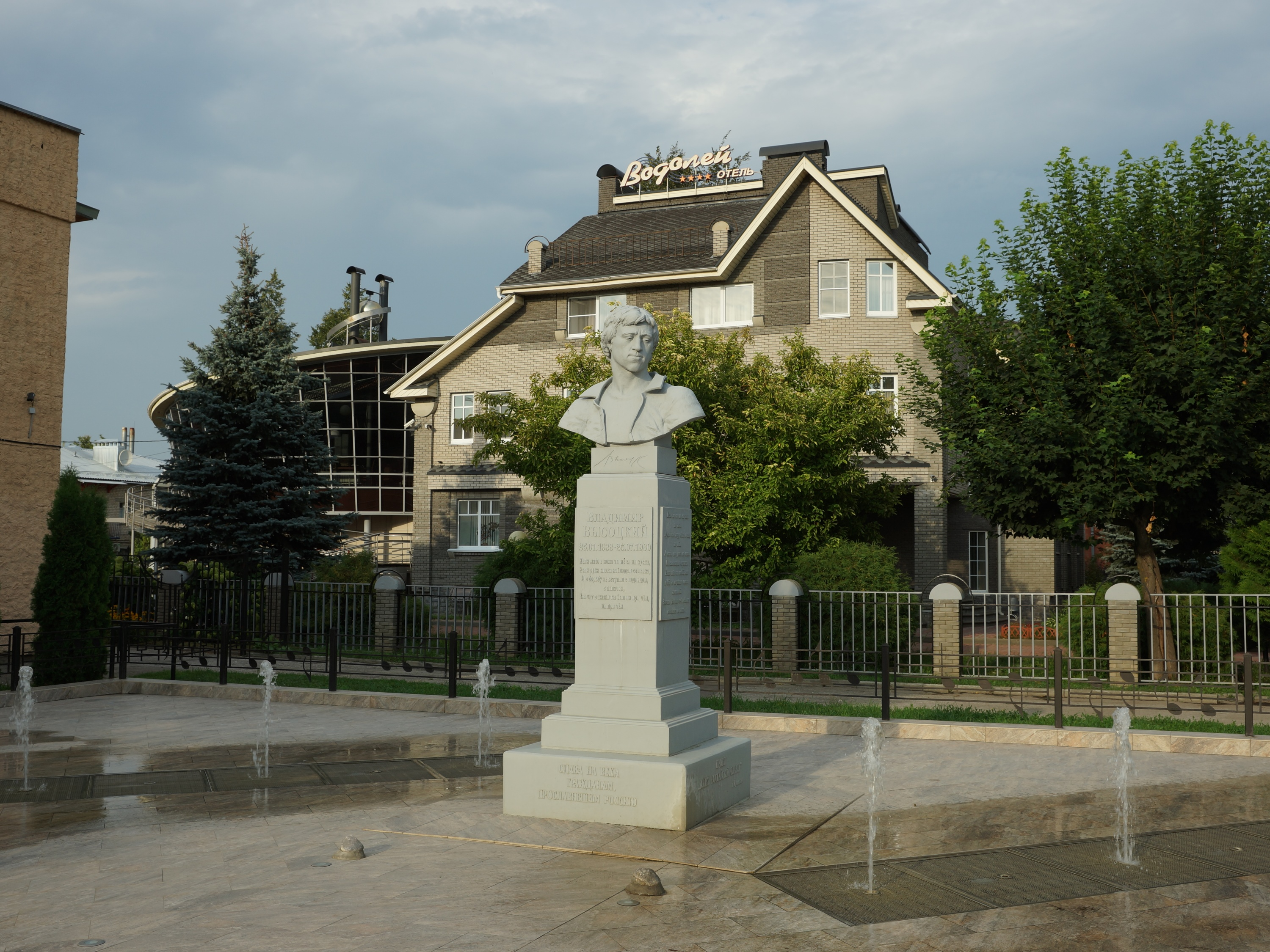
Светомузыкальный фонтан «Высоцкий» в Гороховце

### За рубежом
- В болгарском городе Выршец[48]
- Кельце (Польша) на Аллее Славы.
- Подгорица (столица Черногории). Открыт в 2004 г.[49]
- Чикаго, США. В холле театра О`Рурке, принадлежащем Труман Колледж, 23 января 2003 года открыт барельеф-чеканка с изображением Высоцкого (архитектор — М. Онанов).
- Эберсвальде, Германия. 25 сентября 2013 в рамках международного миротворческого проекта «Владимир Высоцкий и современники» установлен барельеф. Автор Я. Струпулис.[50].
- Эванстон, пригород Чикаго, США. На территории Университета Норт-Вестерн, на берегу озера Мичиган установлен камень с надписью. Возле него ежегодно в день поминовения Высоцкого (годовщина его смерти) собираются с гитарами любители его песен.
- в городе Хауэлл, США
- в Черногории (Подгорица);
- в Болгарии (Плиска). На Аллее писателей в культурно-исторического комплексе «Двор кириллицы»[51]
- На Украине:
  - В Дружковке[52]; Мариуполе (2 памятника); Мелитополе; Одессе, Харькове.
  - В Киеве также установлен памятник Жеглову и Шарапову — героям телесериала «Место встречи изменить нельзя»[53].
  - В Мелитополе в каждом году 25 июля возле памятника В. Высоцкому у магазина «Пассаж» — первого, установленного в Украине, проходит концерты с гитарой «Эпоха Высоцкого».[54]
- В Молдове:
  - 23.08.2014 года в Бельцах открыт мемориал В. Высоцкого. Проект дизайнера Моисея Мильгрома и архитектора В. Коадэ, спонсирован бизнесменом Р. Усатым[55].
- В Латвии:
  - 25.01.2015 года открыт бронзовый барельеф-медальон (синергетической лепки) Владимира Высоцкого в отеле «Pegasa Pils» в Юрмале[56].

Памятник в Подгорице, Черногория
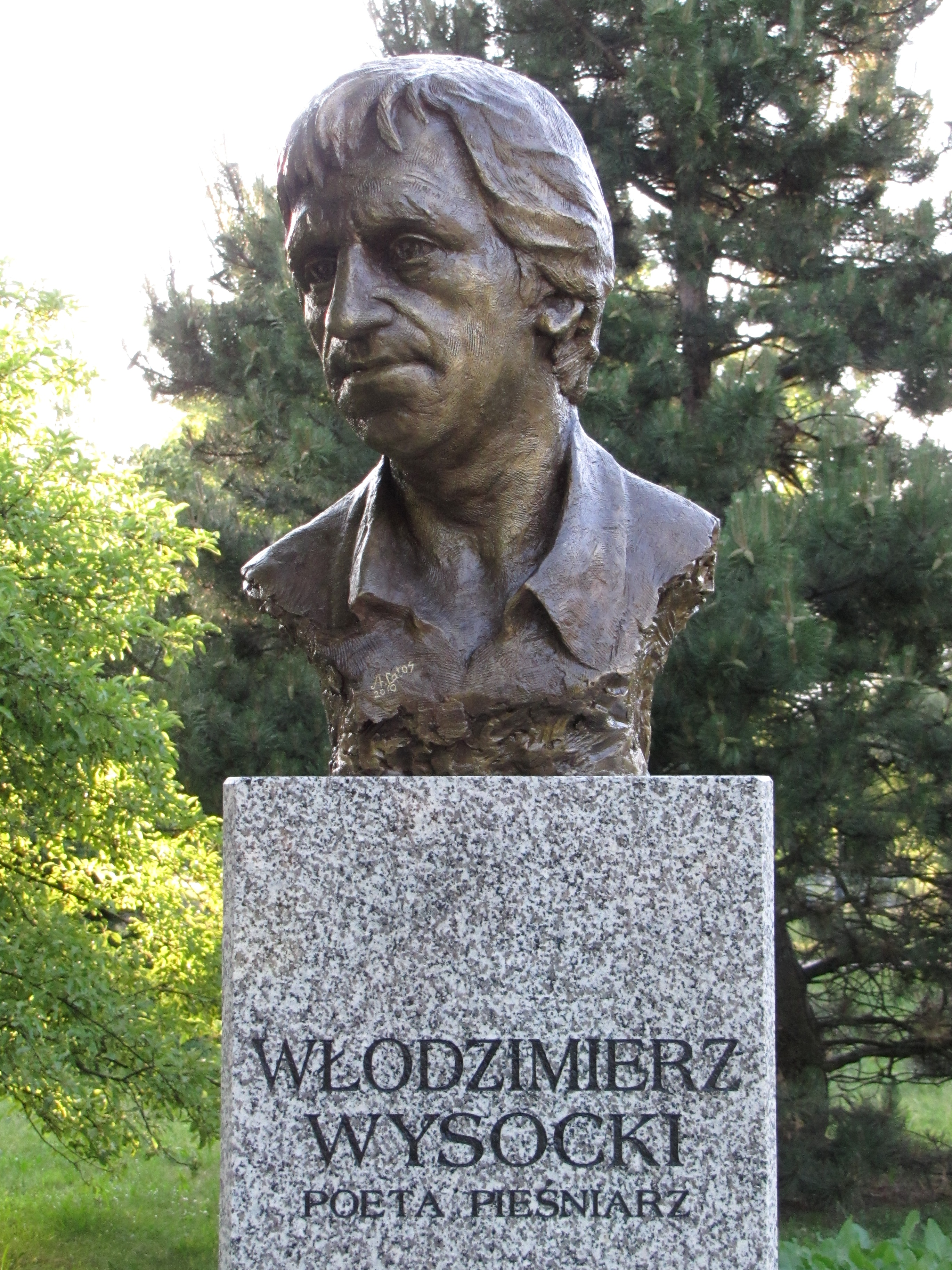
Бюст в Кельце, Польша

## Мемориальные доски
- гора Бештау, (недалеко от Пятигорска (информация не уточнена).
- Владивосток, здание Пушкинского театра :: открыта 29 июня 2006 года.
- Гайсин, Винницкая область, Украина, ул. Энгельса, 11. Автор — В. Лантуха :: открыта 25 января 2008 года.
- Дубна, Московская область, аллея им. Высоцкого, 1. Автор эскиза — И. Вяземский. Открыта 26 июля 2003 года.
- Иркутск, ул. Сибирских Партизан, 32. (открыта в 1994 г.). Автор работы — заслуженный художник России Б. Бычков. (Спонтанное выступление прямо с балкона дома в квартире писателя Леонида Мончинского).
- Калининград, здание спорткомплексе «Юность».
- Казань, возле Молодёжного центра «Ак Барс», где в 1977 году Высоцкий дал серию концертов. Открыта 25 января 2018 года[57].
- Королёв (Московская область), здание ДК «Костино». В этом здании прошёл последний концерт Высоцкого (в то время это был г. Калининград, ДК им. Ленина). Мемориальная доска :: открыта 9 июля 2000 г. Скульптор — В. Пиллипер.
- Кременчуг, Украина, ул. 1905 г.,2. (открыта 24 июля 2008 г.). Автор — Н. Анисимов. В этом здании проходил квартирник Высоцкого.
- Мариуполь, Украина. На здании ДК «Искра» установлена памятная плита. Авторы: художник Е. Харабет, скульптор Ю. Балдин :: 24 января 1998 года
- Москва. Родильный дом № 8 Дзержинского района. Третья Мещанская улица, 61/2 (место рождения Высоцкого). В настоящее время здание принадлежит МОНИКИ. Доска установлена на средства В. Казимирцева, бывшего зав. отделением роддома.
- Москва. Большой Каретный переулок, 15. Дом, где в 1949—1955 годах жил Высоцкий. Открыта 20 июля 1990 г.
- Москва. Малая Грузинская улица, 28. Дом, где в 1975—1980 годах жил Высоцкий (кв. 30[58]). Открыта 25 января 1988 г. Скульптор — А. Рукавишников.
- Мукачево, Закарпатской области, Украина, ул. им. Льва Толстого. Дом, в котором маленький Володя гостил у своего дяди — А. В. Высоцкого.
- Набережные Челны. Памятная доска в здании гостиницы «Кама» перед комнатой № 38 :: установлена в январе 1988 года
- Новокузнецк, Кемеровская область. Памятная доска на здании профкома Новокузнецкого металлургического комбината :: установлена 25 июля 2002 года
- Одесса, здание Одесской киностудии, скульптор В. Голованов
- Ростов-на-Дону, у ворот керамического цеха Комбината прикладного искусства (Место выступления Высоцкого в 1975 г.). Открыта в 1993 г.
- Ростов-на-Дону, на здании областной санэпидемстанции. (Место выступления Высоцкого в 1975 г.). Открыта 24 июля 2001 г. Скульптор — Б. Кондаков.
- Самара, здание Дворца спорта :: открыта 29 ноября 1997 года
- Санкт-Петербург, здание клуба «Восток», скульптор Ю. Куликов
- Приэльбрусье, гостиница «Иткол»
- Шымкент, Казахстан, Центральный парк культуры и отдыха :: открыта в августе 2003 года
- Шымкент, Казахстан, вестибюль гостиницы «Ордабасы» :: открыта 25 июля 2007 года
- Воронцовка (Оренбургская область), ул. Высоцкого :: открыта 25 июля 2013 года
- Евпатория, ул. Караимская, 45 — открыта 25 декабря 2016 года[59]

На доме по Малой Грузинской улице, в котором жил Владимир Высоцкий
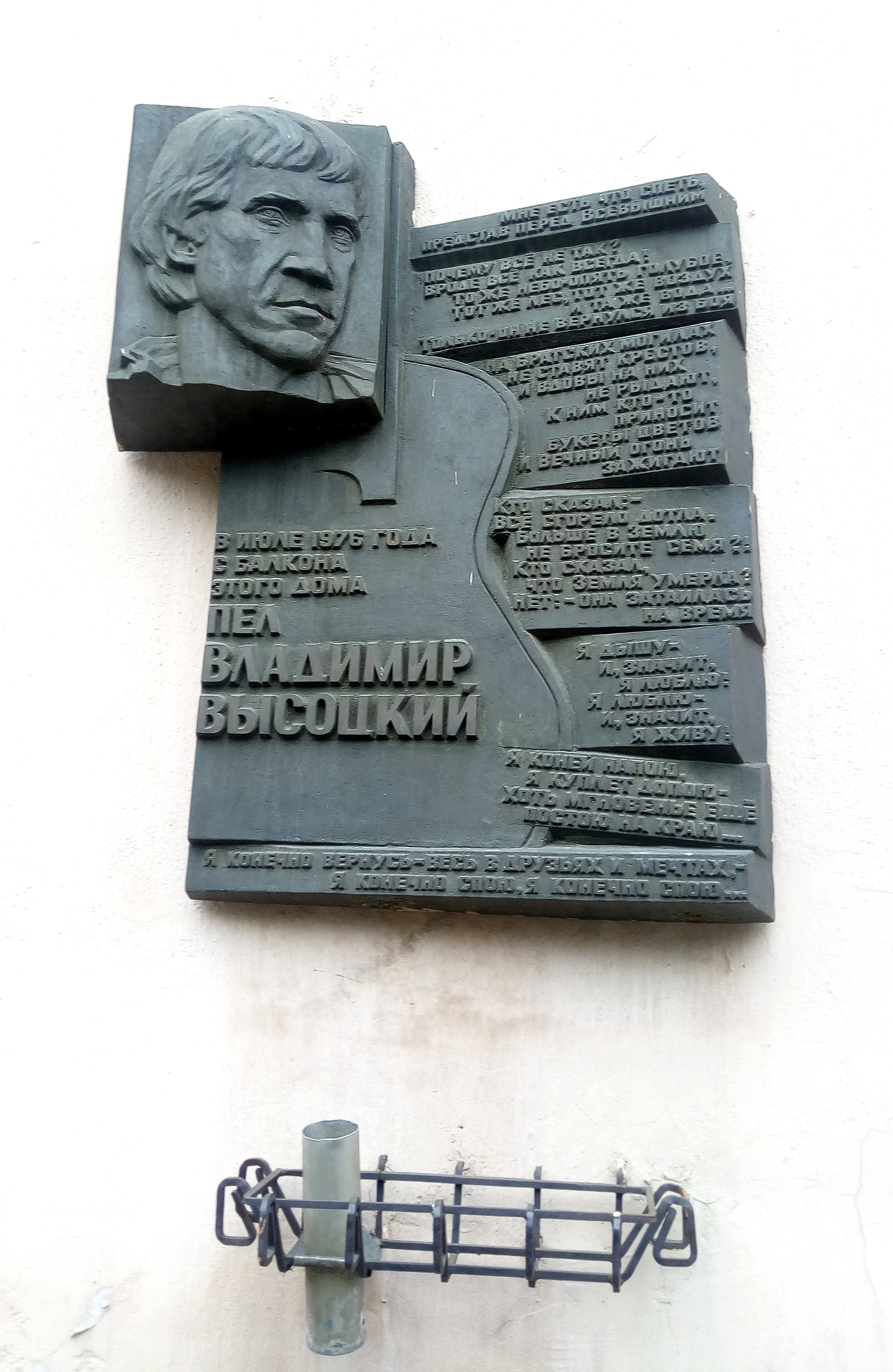
В Иркутске, на доме № 32 по улице Сибирских Партизан
В Ростове-на-Дону
На аллее Высоцкого в Дубне
В Москве в Большом Каретном, 15

## Монеты, медали, значки

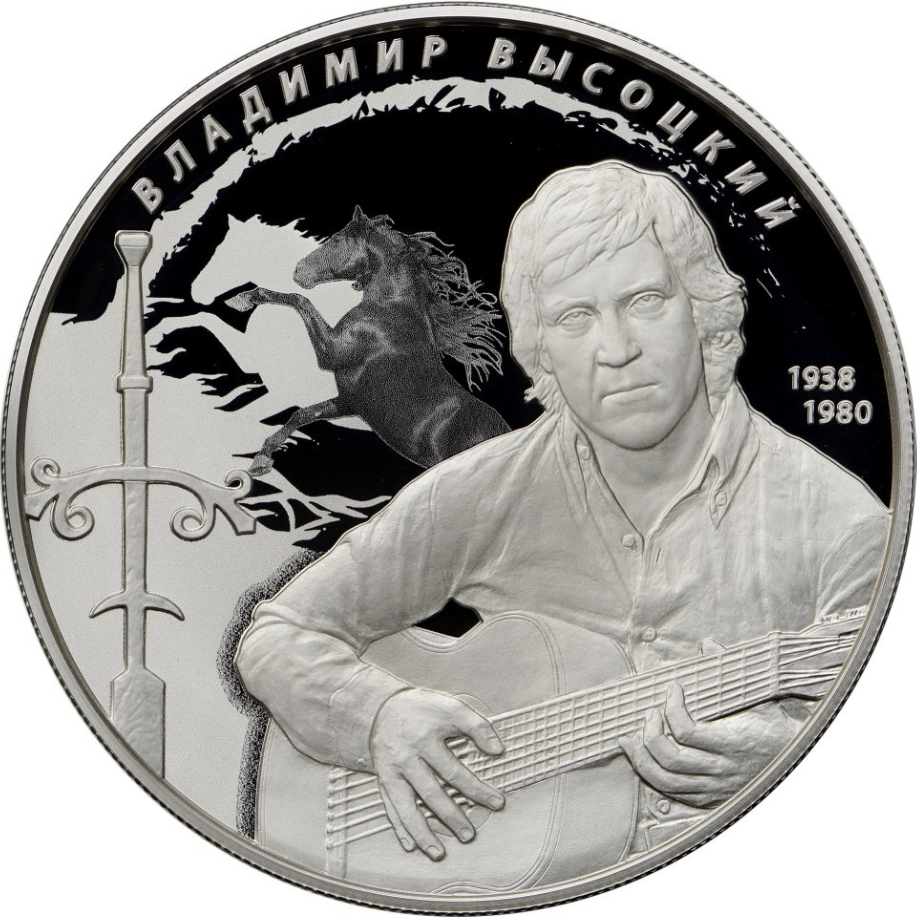
Серебряная памятная монета 25 рублей «Владимир Высоцкий» Центрального Банка России

- 1991 г. — настольная медаль. Медальер — Николай Носов; чеканка — Ленинградский монетный двор; тираж — 1000 шт.[60]
- 1997 г. — проездной жетон в форме монеты «Тридцать лет приезда В. Высоцкого в г. Куйбышев. Октябрь.» (для проезда в течение месяца. Самара. Автобус, троллейбус, трамвай). Жетоны выпущены трёх разновидностей: из алюминия, меди и латуни[61]
- 1998 г. — памятная медаль к 60-летию В. С. Высоцкого. Автор В. И. Марков. Московский монетный двор
- 2007 г. — к открытию в Тольятти музей Высоцкому выпущен жетон (из алюминия, латуни, меди и мельхиора)
- 2003 г. — фестивальная монета очередного Грушинского фестиваля. Владимир Высоцкий. Самара. Один червонец. 2003
- 2003 г. — памятная медаль к 65-летию В. С. Высоцкого. Автор В. М. Ерохин. Московский монетный двор
- 2008 г. — памятная медаль к 70-летию В. С. Высоцкого. Художник В. Н. Черемхина, скульптор И. И. Копыткин. Московский монетный двор
- 2010 г. — государство Ниуэ (на острове, открытом Дж. Куком) выпустило серебряную монету номиналом 2 $ в серии «Великие личности России», Владимир Высоцкий 1938—1980, с портретом Высоцкого и текстом «Коль дожить не успел, так хотя бы допеть». Номинал — 2 доллара Ниуэ, тираж 1938 экз[62].
- 2010 г. — африканская республика Малави. Серебряная монета «Владимир Высоцкий». Номинал 50 квачей. 20 граммов серебра 999 пробы качеством «Proof»[63]. На реверсе монеты крупно приведён фрагмент известной фотографии Высоцкого, сидящего с гитарой в руках; на заднем плане: изогнутая линия и нотная строка, представляющие собой стилизованное изображение части гитары, там же ещё одно изображение Высоцкого, исполняющего роль Гамлета в одноимённом спектакле Театра на Таганкe[64][65][66].
- 2010 г. — памятный знак, выпущенный к 30-летию со дня смерти Высоцкого международным клубом «Фалеристика». Тираж значка — 150 шт.
- 2012 г. — остров Ниуэ. Номинал — 1 доллар Ниуэ[67].
- 2013 г. — памятная медаль к 75-летию В. С. Высоцкого. Скульптор И. И. Копыткин. Московский монетный двор
- 2015 г. — Бенин. Номинал — 1000 франков КФА. Тираж — до 15 000. Серебро 999/1000 пробы, вес 20 грамм[значимость факта?].
- 2018 г. — серебряная памятная монета 25 рублей из серии «Выдающиеся личности России» Центрального Банка России. Тираж — 1500 штук. Каталожный № 5115-0141[68].
- 2018 г. — Гана. Набор из 4 монет. Материал серебро .925[69]
- 2018 г., 23 января — к юбилею поэта, в серии «Выдающиеся личности России» Банк России тиражом 1500 штук выпустил в обращение памятную серебряную монету номиналом в 25 руб. Монета произведена на Московском монетном дворе, качество — «пруф».

На её оборотной стороне находится рельефное изображение В. С. Высоцкого с гитарой (на фоне силуэтов мчащихся вскачь коней), слева от него — меч. В верхней части монеты выполнена надпись по окружности «Владимир Высоцкий», ниже справа расположены даты жизни певца (в две строки) — «1938», «1980».
- 2018 г. — на Московском монетном дворе, качеством «пруф» и тиражом 250 экз., был также произведён набор из 4-х памятных серебряных монет «Владимир Высоцкий». Скульпторы Иван Копыткин, Эдуард Тользин; художник Валентина Черемхина.

На монетах изображены, в частности, сцены из сериала «Место встречи изменить нельзя» и фильма «Служили 2 товарища», в которых снимался артист; а также из спектакля Театра на Таганке «Пугачёв» (где Высоцкий сыграл Хлопушу).
- 2018 г. — памятная медаль к 80-летию В. С. Высоцкого. Скульптор Г. И. Правоторов. Московский монетный двор
- 15 августа 2018 года Банк России выпустил в обращение памятную серебряную монету номиналом 2 рубля «Поэт, актёр В. С. Высоцкий» серии «Выдающиеся личности России»[71]
- 2021 г. — в серии «Творчество Владимира Высоцкого» Министерство финансов и экономического планирования Республики Гана тиражом 250 штук выпустило в обращение памятную серебряную монету «Поэт Владимир Высоцкий» номиналом в 5 седи. Скульптор Лариса Петрова. Московский монетный двор

## Марки
- 1988 — Почтовая марка СССР, Владимир Высоцкий 1938—1980. Номинал 5 копеек (не выпущенная в обращение — проект)[72]
- 1999 — Почтовая марка России из серии «Популярные певцы российской эстрады», Владимир Высоцкий 1938—1980. Номинал 2 рубля[73]
- конец 1990-х — сцепка из четырёх марок Владимира Высоцкого, Экваториальная Гвинея[72].
- 2009 — Специальная марка с портретом Высоцкого «Музея Высоцкого в Кошалине» (Польша)[72].
- 2010 — Блок с портретом Высоцкого, Мали[72].
- 2010 — Почтовый блок с портретом Высоцкого и памятником на его могиле, Белиз[72].
- 2013 — Почтовая марка в Латвии Космический барельеф Владимира Высоцкого[74] (персональная (частная) марка)
- 2015 — Почтовая марка Армении Владимир Высоцкий 1938—1980, номиналом в 350 армянских драмов[75]

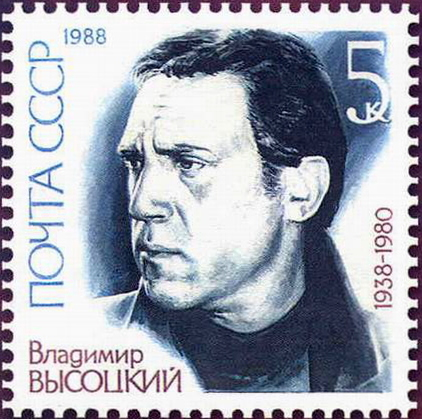
Марка СССР 1988
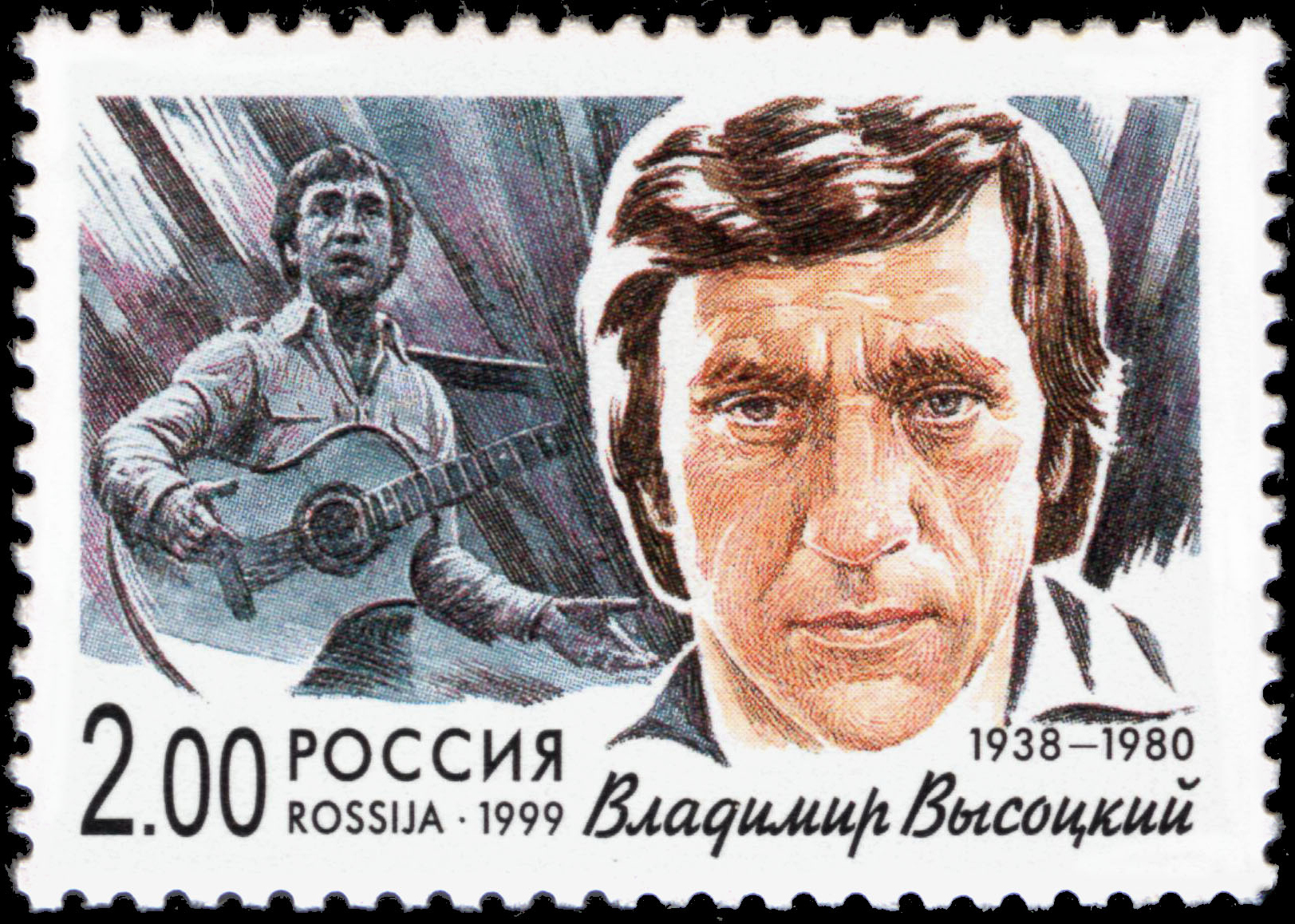
Марка России 1999
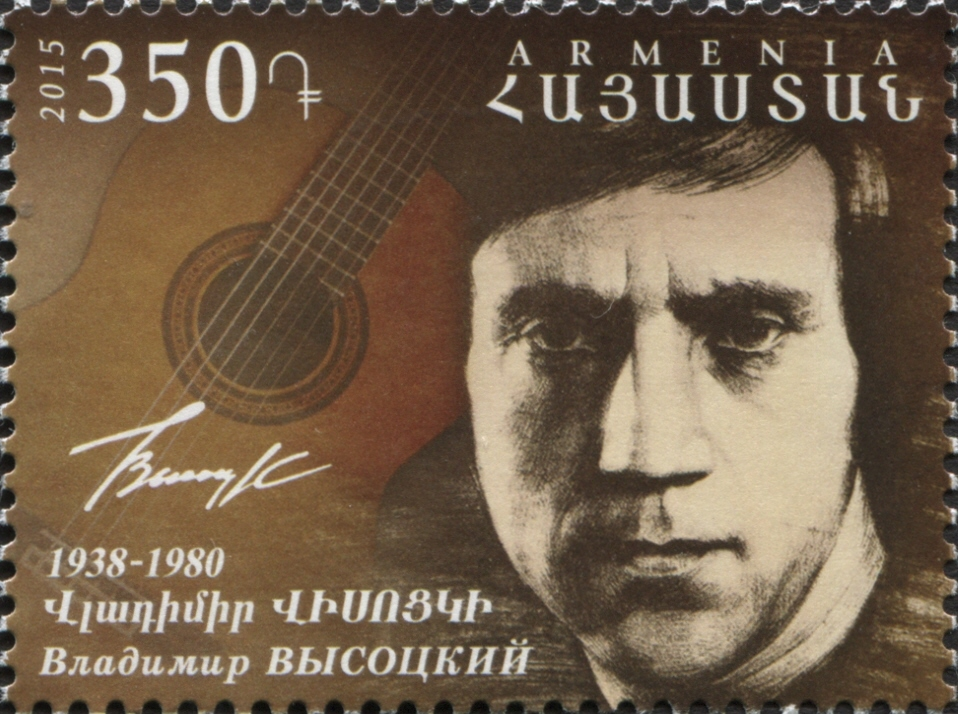
Марка Армении 2015

## Открытки и конверты
- Владимир Высоцкий в кино и на телеэкране. Набор из 10 открыток. Авторы текста А. Вайнер, Г. Вайнер. Всесоюзное бюро пропаганды киноискусства, 1987. 200 000 экз.[76]
- В 1989 году Министерство связи СССР выпустило почтовый конверт «Московский театр на Таганке. Памятник В. С. Высоцкому».
- В 2013 году был выпущен комплект из 20 эксклюзивных конвертов, посвящённых 75-летию Владимира Высоцкого. Гашение конвертов проходило в Калининградской областной научной библиотеке 26 января 2013 года. Решение об изготовлении этих конвертов было связано с тем, что свой последний концерт он дал в Калининграде в июле 1980 года.[77]

## Топонимика

### Улицы
Именем Высоцкого названы улицы, бульвары, аллеи, скверы, набережные, переулки в населённых пунктах России (177 в 2013 году) и других стран:
- Астана — ул. Высоцкого (район Энергетик).
- Астрахань — ул. Высоцкого.
- Белосток — ул. Высоцкого
- Белгород — ул. Высоцкого в жилом районе Репное.
- Бердянск — ул. Владимира Высоцкого (до 2016 — ул. Терешковой)[79]
- Бузулук, Оренбургской области — ул. Высоцкого. (с 1989 г.) Задней стороной на эту улицу выходит перенесённый из с. Воронцовка дом, в котором маленький Володя жил во время эвакуации.
- колхоз им. Барпы Алыкулова (Сокулукский район, Кыргызстан) — улица Высоцкого (названа в 1988 г.)
- Волгоград, Кировский район — набережная Высоцкого
- Воронеж (Левобережный район) — ул. Владимира Высоцкого
- д. Нарва, Красноярского края — ул. Высоцкого.
- Гайсин (Винницкая область, Украина) — улица Высоцкого (с 1989 г.).
- Даровской пгт. (Кировская область) — улица Высоцкого
- Днепр — улицы Высоцкого в Амур-Нижнеднепровском районе и посёлке Таромское
- Донецк — ул. Высоцкого.
- Дубна, Московской области — аллея им. Высоцкого (открыта 26 июля 2003 года).
- Ейск, Краснодарского края — ул. Высоцкого
- Екатеринбург — ул. Высоцкого, переименована в результате референдума 1991 года (бывшая ул. им. Юровской Р. Я).
- Екатеринбург — первый небоскрёб города получил имя «Высоцкий»
- Калининград — улица Высоцкого.
- Киев — Бульвар Владимира Высоцкого. Назван в августе 1987 г.
- Краснодар — ул. Высоцкого.
- с. Красноусольский, Республики Башкортостан — ул. Высоцкого.
- Липецк — ул. Высоцкого.
- Лысьва (Пермский край) — ул. Высоцкого.
- пос. Марково (Иркутская область) — ул. Высоцкого.
- пос. Массандра (Большая Ялта, Крым) — ул. Владимира Высоцкого
- Москва — ул. Высоцкого (б. Верхний Таганский и Нижний Таганский тупики) (2015)
- Нетешин, Хмельницкая область, Украина — ул. Высоцкого. Названа 18 февраля 1987 года. По-видимому, первая улица, названная в честь поэта.
- Новосибирск — улица Высоцкого в жилом массиве «Молодёжный».
- Набережные Челны — площадь им. Высоцкого (перед гостиницей «Кама». Названа в сентябре 1989 г.)
- Нарьян-Мар — переулок Высоцкого (назван 19 июня 1992 г.)
- Нижний Новгород — улица Высоцкого (появилась 21 июня 2017 г.)
- Ноябрьск (Тюменская область) — ул. Высоцкого.
- Одесса — ул. Высоцкого.
- пос. Октябрьский Ростовской области — ул. Высоцкого.
- Палех (Ивановская область) — ул. Высоцкого.
- Пыть-Ях, (Нефтеюганский район Ханты-Мансийского автономного округа, Тюменская область — ул. Высоцкого (названа в 2005 г.)
- Пятигорск — переулок Высоцкого[80].
- Самара — ул. Высоцкого; сквер Высоцкого.
- Самарканд, (Узбекистан) — ул. Высоцкого (названа в 1989 г.)
- Светловодск (Украина) — ул. Высоцкого
- София (Болгария) — ул. Высоцкого
- Ташкент — улица им. Высоцкого.
- Тель-Авив — ул. Высоцкого (ивр. רחוב ויסוצקי‎)
- Тольятти — улица Высоцкого (названа в начале апреля 2008 года)
- В Томске:
  - Улица Высоцкого в районе Иркутского тракта;
  - Улица Высоцкого в микрорайоне Наука.
- Торез (Донецкая область, Украина) — улица и переулок имени Высоцкого.
- Тюмень — ул. Высоцкого.
- Усинск (Кыргызстан) — ул. Высоцкого
- Эберсвальде-Финов, (Германия) — Wyssozkiplatz.
- пос. Южный Урал, Оренбургского района, Оренбургской области — ул. Высоцкого (с 2005)
- пос. Колхоз Ленина, Оренбургского района, Оренбургской области — ул. Владимира Высоцкого (с 2012 г.)
- ул. Высоцкого в с. Воронцовка, Бузулукского района. Оренбургской области.

### Природные объекты
- Алтай в районе Катунской подковы:
  - перевал Высоцкого (на высоте 3670 м, 49°48′24″ с. ш. 86°38′46″ в. д.HGЯO)[81];
  - перевальное плато Высоцкого.
- Кичик-Алайский хребет (Памир, Кыргызстан) — перевал Высоцкого, расположен на высоте 4680 метров.[82]
- Дарвазский хребет (Памир, Таджикистан) — перевал Высоцкого[83]
- Заалайский хребет (Памиро-Алай, Таджикистан) — перевал Высоцкого[84]
- Восточный Саян — перевал Высоцкого.
- В Западном Саяне есть два перевала Высоцкого:

1. в южном борту цирка оз. Ледяного, к западу от вершины 2137 (52°49′36″ с. ш. 93°27′14″ в. д.HGЯO)[85];
2. на разделяющем Алтай и Туву Шапшальском хребте на высоте 3190 м, соединяет долины рек Шуй и Каргы.

- Алданское нагорье:
  - перевал Высоцкого (высота 2500 м) на хребте Сунтар-Хаята;[86]
  - перевал Высоцкого (высота 2240 м) на хребте Кодар.[87]
- Верхнеангарский хребет (Становое нагорье, Сев. Забайкалье) — перевал Высоцкого.[88]
- Баргузинский хребет (Забайкалье) — перевал Высоцкого[89].
- Хевсуретский хребет (Восточный Кавказ, в системе Главного Кавказского хребта; Грузия) — перевал Высоцкого[90].
- Гора Уруп (Западный Кавказ, Боковой Кавказский хребет) — перевал Высоцкого.[91]
- Астероид «Владвысоцкий» (2374 Vladvysotskij)[92][93]
- На реке Катунь в горном Алтае — порог имени Владимира Высоцкого.
- На её притоке — реке Кучерла, каньон Высоцкого.
- Скала Высоцкого — одна из скал горы Качканар (Средний Урал, Свердловская область).
- Хребет Каратау (Казахстан) — ледник Высоцкого.
- Приполярный Урал — пик Высоцкого (высота 1040 м.).
- Архипелаг Огненная Земля — Плато Высоцкого.
- Один из отрогов Буреинского хребта назван именем Высоцкого.
- Одна из Пинежских карстовых пещер (Пинежский заповедник, Архангельская область) названа именем Высоцкого.

### Корабли
- Танкер «Владимир Высоцкий». Построен в 1988 г. на судоверфи «3 мая» в города Риека (Югославия). Порт приписки — Новороссийск (с 2008 г. — Магадан). В 2017 г. продан за границу. В настоящее время называется «Zhong Yuan 18», порт приписки — Фритаун.
- Пассажирский теплоход «Владимир Высоцкий». Построен на верфи города Бойценбург (Германия). В связи с распадом СССР не был выкуплен заказчиками. Впоследствии продан в Китай. По имеющейся информации первоначальное название было сохранено.
- Катер «Владимир Высоцкий» (г. Самара) назван 25 июля 1998 г.
- Яхта «Владимир Высоцкий». Несмотря на свои небольшие размеры совершила переход через Средиземное море и Атлантический океан.

### Самолёты
Именем Владимира Высоцкого назван один из самолётов Airbus A330 компании Аэрофлот.

### Турниры, посвящённые памяти Высоцкого
В украинском городе Торез проводятся следующие соревнования, посвящённые памяти Высоцкого:
- боксёрский турнир (с января 1994 года)
- турнир по настольному теннису (с 2000 г.).

В 2000 г. учреждён Кубок имени Владимира Высоцкого для победителей командных гонок на крейсерских яхтах (учредитель — Самарский центр Высоцкого).
В Мариуполе проводятся турниры по боксу, финал которых всегда приходится на 25 января.

## Документальные фильмы о Высоцком
Наиболее известные фильмы:
- «Четыре встречи с Владимиром Высоцким» (1987), режиссёр Эльдар Рязанов
- «Я не люблю» (фильм первый; 1998, 90 мин), режиссёр П. Солдатенков
- «Сказка о любви» (фильм второй; 1998, 90 мин), режиссёр П. Солдатенков
- «История любви, история болезни» (фильм третий; 1998, 90 мин), режиссёр П. Солдатенков
- «Мне есть что спеть» (2003) Трилогия ТО «Ракурс»[95].
- «Марина Влади. Моя правда» (2003), режиссёр С. Садовский, сценарист Ю. Абдулова (история семьи Поляковых-Байдаровых, история самой Марины, в которой особое место занимают двенадцать лет жизни с Владимиром Высоцким).
- «Смерть поэта» (2005), режиссёр Виталий Манский (о событиях последнего года жизни Владимира Высоцкого, хронологически с 1 января по 25 июля 1980 года. Воспоминаниями об актёре делятся люди, близко знавшие его)[96].
- «Я приду по Ваши души!», режиссёр Л. Вьюгина, студия А4, 52 мин., 2008. (Воспоминания друзей и родственников)
- «Только Высоцкий. Автопортрет» (2008), ТОО «Ракурс», 43 мин. (фрагменты из спектаклей).
- «Марина Влади и Владимир Высоцкий. Последний поцелуй» (2008), студия «Встреча», 43 мин. (история любви)
- «Жёны Высоцкого» (2008), режиссёры М. Гричан и А. Амосов, студия «Прайм Синема», 48 мин. (об Изе, Людмиле и Марине)
- «Владимир Высоцкий: „Уйду я в это лето…“», режиссёр Александр Ковановский, ТОО «Ракурс», 49 мин., 2010. (О похоронах Владимира Высоцкого)[97]
- «Высоцкий. Последний год» (2011), «Первый канал», 47 мин
- В 1987 году вышел первый документальный фильм о Высоцком — «Владимир Высоцкий» режиссёра Натальи Крымовой, а в 1988 году — второй, «Четыре встречи с Владимиром Высоцким» режиссёра Эльдара Рязанова.
- 25 июля 2005 года канал РТР показал документальный фильм Ольги Дарфи (продюсер Виталий Манский) о наркотической агонии Высоцкого «205 дней. Посмертная маска» (за три дня до эфира по требованию Никиты Высоцкого из фильма пришлось вырезать стихотворения и песни Владимира Высоцкого).
- В 2006 году на телеканале «Россия» к 65-летию Высоцкого вышел фильм Ильи Рубинштейна «Французский сон». В дальнейшем разными режиссёрами было снято ещё более 10 документальных фильмов.
- По роману Высоцкого и Мончинского «Чёрная свеча» поставлен фильм «Фартовый» (2006).

Образ Владимира Высоцкого также использован:
- как один из прототипов главного героя повести А. и Б. Стругацких «Гадкие лебеди» — Виктора Банева. С разрешения Высоцкого в повести в слегка изменённом варианте используется его песня «Сыт я по горло, до подбородка…»;
- в фильме Марка Розовского «Страсти по Владимиру»;

## Прочее

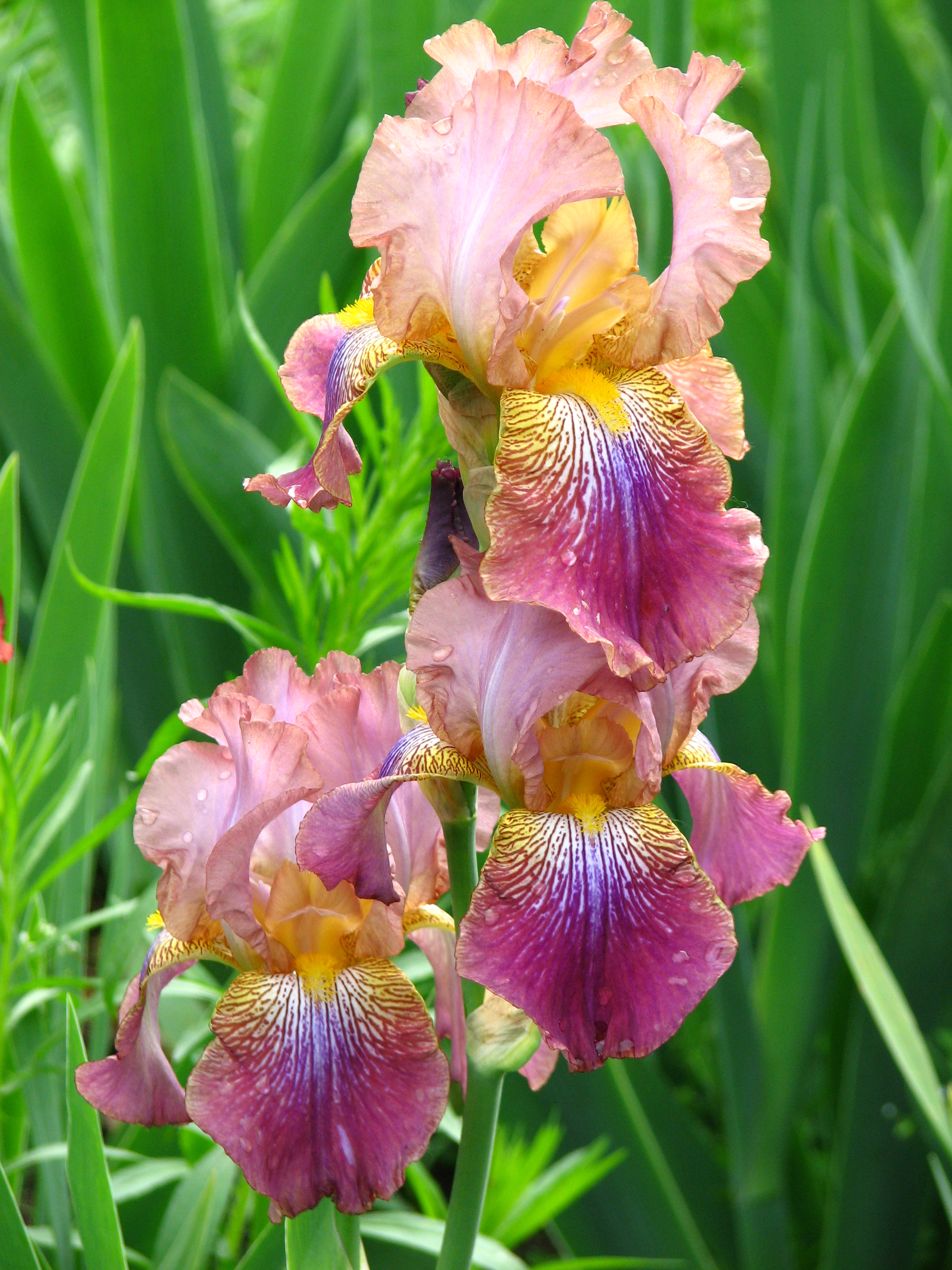
Ирис «Владимир Высоцкий»

## Киновоплощения
- в фильме Ивана Дыховичного «Копейка» (2002) — в роли Высоцкого Игорь Арташонов;
- в сериале «Галина» (2008) — в роли Высоцкого Томаш Лещиньский;
- в фильме Гарика Сукачёва «Дом Солнца» (2010) — в роли Высоцкого снялся сам режиссёр[98];
- в фильме «Высоцкий. Спасибо, что живой» (2011) — в роли Высоцкого Сергей Безруков. Роль озвучена Никитой Высоцким (в титрах не указан)[источник не указан 2905 дней];
- в сериале «Обратная сторона луны» (2012) — в роли Высоцкого Артур Федорович;
- в сериале «Людмила Гурченко» (2015) — как прототип персонажа Аркадия Новицкого (роль исполнил Семён Шкаликов).
- в сериале «Таинственная страсть» (2015) — под именем Влада Вертикалова (роль исполняет Сергей Безруков).
- в сериале «Бизон. Дело манекенщицы» Высоцкого сыграл ??

- в предстоящем биографическом фильме «Володя» образ поэта будет воссоздан со стопроцентой идентичностью при помощи нейросети[99].

### На телевидении
- 22 января 1980 года состоялась единственная прижизненная съёмка Высоцкого на Центральном телевидении — для «Кинопанорамы» (режиссёр Ксения Маринина). Однако запись пролежала на полке под цензурным запретом 7 лет и вышла в эфир под названием «Владимир Высоцкий. Монолог» только в 1987 году.
- 25 ноября 2011 года на Первом канале состоялась передача о Высоцком из цикла «Достояние Республики».[значимость факта?]

## Фильмы и спектакли, связанные с Высоцким
- Спектакль «Райские яблоки», реж. Рашид Тугушев. Премьера — 25 июля 2005 г. в Доме Высоцкого на Таганке.
- Спектакль Театра на Таганке «Владимир Высоцкий», реж. Юрий Любимов. Премьера — 25 июля 1981 г.
- Спектакль Содружества актёров Таганки «ВВС», реж. Николай Губенко.
- Фильм «Страсти по Владимиру» (1990), по пьесе Марка Розовского «Концерт Высоцкого в НИИ».
- Фильм «Копейка» (2002), реж. Иван Дыховичный, в роли Высоцкого — Иван Арташесов.
- Фильм «Фартовый» (2006), реж. Владимир Яканин, снят по роману «Чёрная свеча».
- Фильм «Высоцкий. Спасибо, что живой» (2011) реж. Пётр Буслов.
- Муз. спектакль «Наш Высоцкий», реж. М. Новицкий (Театр Михаила Новицкого, 2014)[100]
- Спектакль «Высоцкий. Рождение легенды», реж. Сергей Безруков, Московский губернский театр, 2017

## СМИ
- Журнал «В поисках Высоцкого» (Пятигорск, главный редактор Валерий Перевозчиков)[101].

## Фестивали
С 2002 года в Волгограде проводится фестиваль авторской песни им. Высоцкого «КОРФЕСТ на Волге».
С 2005 года в Красноярском крае проводится фестиваль «Красноярск поёт Высоцкого» . Он включает в себя концерты в день рождения Владимира Высоцкого и в день его смерти. А в 2014 году к концерту в Красноярске добавился автопробег по различным населённым пунктам Красноярского края — как крупным, так и малым. В концертах и в автопробеге принимают участие авторы-исполнители из Красноярска и края, а также артисты театров Москвы и Красноярска. Во время XII концерта памяти Высоцкого в июле 2016 года каждый зритель получил распечатку с текстом песни «Большой каретный» и полторы тысячи человек одновременно исполнили песню Владимира Высоцкого .
В Польше с 1985 проводились фестивали посвящённые творчеству Высоцкого в Варшаве (ныне проводятся в Кошалине). С 1987 года фестивали Высоцкого проводятся в Зелёна-Гуре.
25 июня 2018 года в России впервые стартовал музыкальный конкурс-фестиваль молодых авторов-исполнителей «Высоцкий. Фест 2018». Организаторы фестиваля — Благотворительный Фонд под управлением Никиты Высоцкого и радиостанция «НАШЕ Радио». Участники, прошедшие отборочный этап, выступили на фестивале «Нашествие» на специальной сцене. Зрители и жюри «Нашествия» определили 10 финалистов, которые примут участие в гала-концерте в ноябре 2018-го. В августе стало известно, что фестиваль будет проходить ежегодно.

## Влияние, оказанное на других авторов
Творчество Владимира Высоцкого, способствовавшее более широкому признанию авторской песни, косвенно помогло и становлению советского рока.
Его стихи оказали прямое влияние на таких рок-музыкантов, как Александр Башлачёв, Юрий Шевчук («ДДТ»), Константин Кинчев («Алиса»), Андрей Макаревич («Машина времени»). Так, например, видна прямая связь со стихами Высоцкого таких песен, как «Время колокольчиков» Башлачёва, «Сумерки» Кинчева, «Цыганочка» Юрия Шевчука.
Косвенно Высоцкий повлиял и на Виктора Цоя («Кино»), Бориса Гребенщикова («Аквариум»), Петра Мамонова («Звуки Му»), Юрия Клинских (Хой) («Сектор газа»), Егора Летова («Гражданская оборона») и многих других.
Памяти Высоцкого посвящены стихи и песни таких авторов, как Б. Ахмадулина, А. Башлачёв, А. Битов, Ю. Визбор, А. Вознесенский, А. Городницкий, А. Градский, В. Долина, Е. Евтушенко, Ю. Ким, И. Кохановский, Ю. Лоза, А. Макаревич, Б. Окуджава, Л. Филатов, М. Щербаков, А. Маршал и других.
Среди известных, и наиболее удачных,  исполнителей песен Владимира Высоцкого - Григорий Лепс, Гарик Сугачев, Евгений Дятлов, протоиерей Михаил Ходанов, Алексей Зыков, Дмитрий Певцов,  Александр Скляр, Сергей Безруков.
Образ Владимира Высоцкого также использован как прототип главного героя повести А. и Б. Стругацких «Гадкие лебеди» Виктора Банева. С разрешения Высоцкого в повести в слегка изменённом варианте используется его песня «Сыт я по горло, до подбородка…».